# Viktar Dachkievitch
Viktar Mikalaïevitch Dachkievitch (en biélorusse : Віктар Мікалаевіч Дашкевіч ; en russe : Виктор Николаевич Дашкевичn, Viktor Nikolaïevitch Dachkevitch), né le 3 janvier 1945 à Viatsitsierawka et mort le 31 mars 2020 à Vitebsk, est un acteur de théâtre biélorusse.
Décoré des honneurs  nationaux en 2016, il est la première personnalité officiellement décédée de la Covid-19 dans son pays,.

## Biographie

### Enfance
Viktar Dachkievitch naît le 3 janvier 1945 dans le village de Viatsitsierawka situé dans le raïon de Tchachniki représentant lui-même une subdivision de la voblast de Vitebsk.

### Carrière
Diplômé en 1973 du cours V. P. Redlikh à l’Institut d’État des arts et du théâtre de Biélorussie, il est engagé de 1973 à 1990 au Théâtre national d'art dramatique Iakoub Kolas avant d’être nommé directeur du théâtre biélorusse Lyalka à Vitebsk de 1990 à 1991, année à partir de laquelle sa carrière se poursuit au Théâtre national d'art dramatique Iakoub Kolas, ce qui ne l’empêche pas d’être en parallèle — de 1981 à 1990, puis de 1991 à 2007 — à la tête de la compagnie du théâtre Iakoub Kolas.

### Fin de vie
Viktor Dachkievitch meurt le 31 mars 2020 d’une pneumopathie imputable aux complications pathogènes induites par la Covid-19,.

## Distinctions
- Certificat d’honneur octroyé par Conseil des ministres de la république de Biélorussie (1996)
- Prix du public au Festival international de théâtre Rencontres de théâtre slave (Gomel) (1999)
- Insigne du ministère de la culture de la république de Biélorussie pour la contribution au développement de la culture biélorusse (2003)
- Certificat d’honneur de l’Assemblée nationale de la république de Biélorussie (2006)
- Médaille Francisk Skorina (2010)
- Diplôme de l’Union des travailleurs du théâtre de Biélorussie (2011)
- Diplôme du ministère de la culture de la république de Biélorussie (2016)
- Titre Artiste émérite de la république de Biélorussie (2016)[3]

## Théâtre

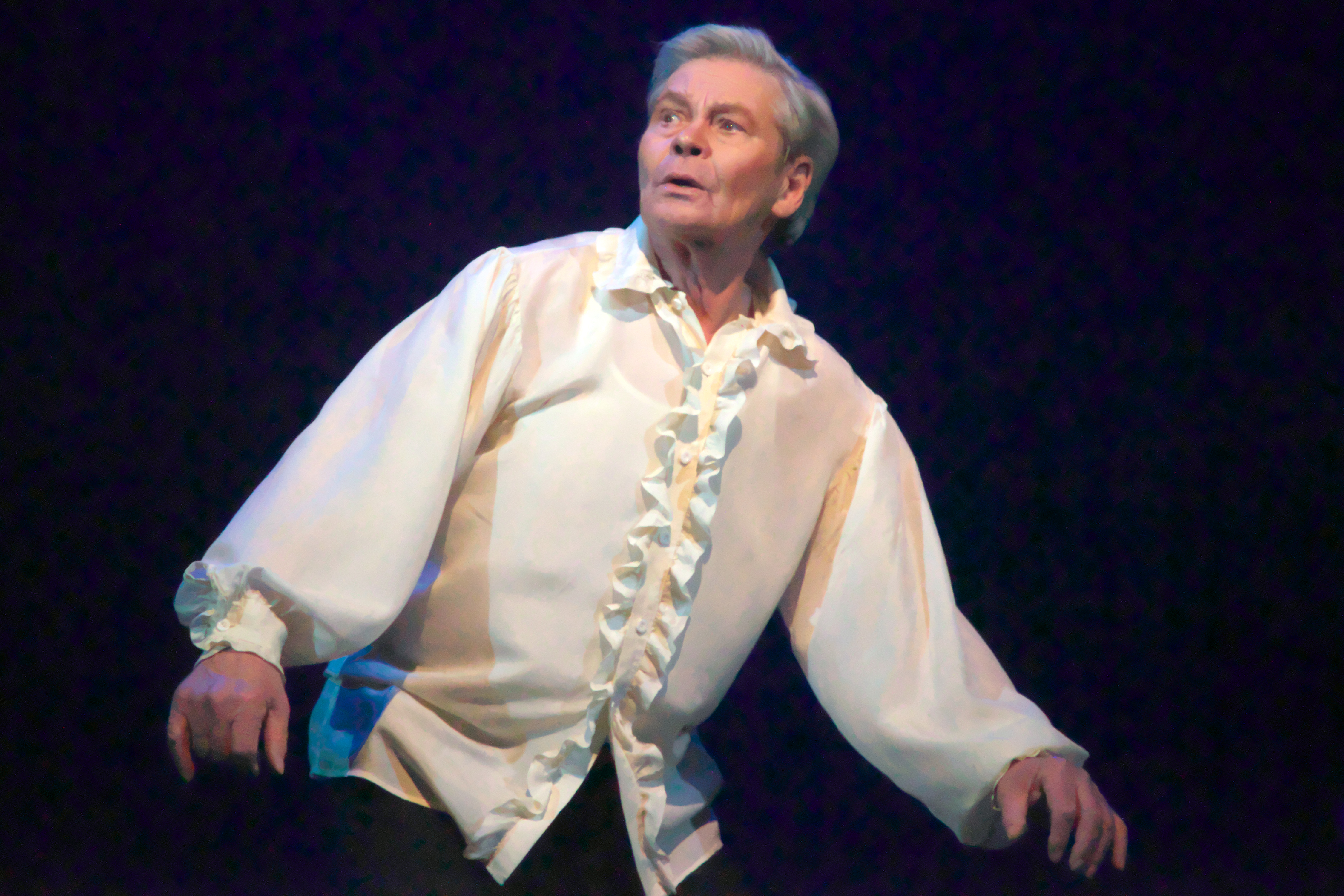
Viktar Dachkievitch en 2015 dans le rôle de Doubatokаk lors d'une représentation théâtrale de La Chasse sauvage du roi Stakh en Дзікае паляванне караля Стаха basée sur l’œuvre de Vladimir Karatkevitch.

- Les Cloches de Vitebsk, V. Karatkevitch – Zakhar.
- Plaisanteries provinciales, A. Vampilov – Khomoutov.
- L’été dernier à Tchoulimsk, A. Vampilov – Ieremeïev.
- Alien, L. Nikonenko – Arsen.
- Inspecteur, N. Gogol – Dobtchinski.
- Mariée noire, A. Doudarev – Mnichek.
- Les Ânes, W. Widmer – Mueller.
- Nedorosl D. Fonvizine – Skotinine.
- S. Yanovitch est un enquêteur soviétique.
- La mouette, A. Tchekhov – Sorine.
- Prière à la mémoire, G. Gorine – Stepan.
- Et le rire, et les larmes, et l’amour (Événement), V. Nabokov – écrivain célèbre.
- Comédie à l’ancienne, A. Arbouzov – Rodion Nikolaïevitch.
- Père, A. Strindberg – pasteur.
- Étudiant de Cracovie, G. Martchouk – Louka Skorina.
- Last Witnesses, S. Alexievitch.
- Sages… (C’est assez simple pour n’importe quel sage), A. Ostrovski – Mamaïev.
- Le Quatuor, R. Harwood à Reggie.
- La Visite de la vieille dame (Old Lady’s Visit), F. Durrenmatt – prêtre.
- Sense Paradoxes, S. Serguienko – Edward.
- La chasse sauvage du roi Stakh, V. Korotkevitch – Grine Doubotovk.
- Le Christ a débarqué à Grodno, V. Korotkevitch – Métropolite Bolvonovitch.
- Roméo et Juliette, de W. Shakespeare à Escalus.
- Chants du loup, V. Panine – Grand-père, Gris.
- Chagall… Chagall… (Transport direct à Paris avec toutes les correspondances), V. Drozdov – Zakhar.
- Nesterka, V. Volski – Mateï.
- Le bonheur est dans la dette, F. Polotchanine – Peter Adamovitch.
- Plaisanteries (Primaties), I. Le bain est un amasseur.
- Les Aventures de Cipollino, A. Badouline, A. Chiplone-Chipollino.
- Fool, Lope de Vega – Miseno.
- Funny People (pièces en un acte On the Harm of Tobacco, Anniversary, Proposal), A. Tchekhov – employé de banque
- Peppy (livret de Julia Kim basé sur les travaux d’Astrid Lindgren) — Capitaine Otchendlinnytchoulok.
- Docteur en philosophie, B. Nusic est le professeur Ricer.
- Encore une fois sur l’amour, selon V. Choukchine L’amour de Stepkine – Severian.
- Le Chat dans les bottes, A. Zamkovsky de Charles Perrault – Senior Kosetz.

## Filmographie
- 2009 : Pomme de lune : Ahmet